# Liste des monuments historiques de la Guadeloupe
Cet article recense les monuments historiques de la Guadeloupe, en France.

## Statistiques

Répartition des monuments historiques en Guadeloupe par commune en 2012 :
Plus de 5 monuments historiques
De 2 à 5 monuments historiques
Un seul monument historique
Aucun monument historique

Au 30 juillet 2025, la Guadeloupe compte 112 édifices comportant au moins une protection au titre des monuments historiques — en excluant les monuments de Saint-Barthélemy et celui de Saint-Martin —, dont 38 sont classés (en retirant celui de Saint-Martin) et 78 sont inscrits (en retirant les sept de Saint-Barthélemy).
Le graphique suivant résume le nombre d'actes de protection par décennies (ou par année avant 1880) :

## Liste des monuments historiques guadeloupéens
| Monument                                                   | Commune                     | Adresse                                       | Coordonnées                         | Notice                        | Protection            | Date           | Illustration |
| ---------------------------------------------------------- | --------------------------- | --------------------------------------------- | ----------------------------------- | ----------------------------- | --------------------- | -------------- | --- |
| Habitation Mamiel                                          | Les Abymes                  |                                               | 16° 15′ 38″ nord, 61° 30′ 55″ ouest | « PA97100019 »                | Inscrit               | 2006           | Habitation Mamiel |
| Maison Petrelluzzi                                         | Les Abymes                  | 9008 Morne-Fleuri                             | 16° 14′ 34″ nord, 61° 31′ 07″ ouest | « PA97100025 »                | Inscrit               | 2008           | Maison Petrelluzzi |
| Monument aux morts                                         | Les Abymes                  | Place de la Liberté                           | 16° 16′ 15″ nord, 61° 30′ 18″ ouest | « PA97100045 »                | Inscrit               | 2013           | Monument aux morts |
| Monument aux morts                                         | Anse-Bertrand               | Rue Victor-Schœlcher Route nationale 6        | 16° 28′ 19″ nord, 61° 30′ 31″ ouest | « PA97100068 »                | Inscrit               | 2018           | Monument aux morts |
| Église Saint-Jean-Baptiste                                 | Baie-Mahault                | 1 rue du Maréchal-Foch                        | 16° 16′ 02″ nord, 61° 35′ 10″ ouest | « PA97100067 »                | Classé                | 2017           | Église Saint-Jean-Baptiste |
| Monument aux morts                                         | Baie-Mahault                | Place Childéric-Trinqueur                     | 16° 16′ 07″ nord, 61° 35′ 14″ ouest | « PA97100069 »                | Inscrit               | 2018           | Monument aux morts |
| Habitation des Rochers                                     | Baillif                     | 709 route de Cadet                            | 16° 01′ 17″ nord, 61° 44′ 27″ ouest |                               | Inscrit               | 2009           | Habitation des Rochers[PDF] Liste des Monuments historiques en Guadeloupe, Direction des Affaires culturelles de la Guadeloupe, version du 22 avril 2015. |
| Roches gravées de la rivière du Plessis                    | Baillif                     | Rivière du Plessis                            | 16° 02′ 24″ nord, 61° 44′ 15″ ouest | « PA97100040 »                | Inscrit               | 2013           | Roches gravées de la rivière du Plessis |
| Tour du Père-Labat                                         | Baillif                     | Route nationale 2                             | 16° 00′ 47″ nord, 61° 44′ 48″ ouest | « PA00105848 »                | Inscrit               | 1979           | Tour du Père-Labat |
| Aqueduc et réservoir de Petite Guinée                      | Basse-Terre                 | Rue de l'Aqueduc                              | 15° 59′ 48″ nord, 61° 43′ 42″ ouest | « PA97100013 »                | Inscrit               | 2003           | Aqueduc et réservoir de Petite Guinée |
| L'Arsenal, ancienne caserne militaire                      | Basse-Terre                 | 7, rue Rémi-Nainsouta                         | 15° 59′ 28″ nord, 61° 43′ 28″ ouest | « PA97100017 »                | Inscrit Classé        | 2005 2007      | L'Arsenal, ancienne caserne militaire |
| Cathédrale Notre-Dame-de-Guadeloupe                        | Basse-Terre                 | Place Bébian                                  | 15° 59′ 44″ nord, 61° 43′ 47″ ouest | « PA00105849 »                | Classé Inscrit Classé | 1975 2004 2006 | Cathédrale Notre-Dame-de-Guadeloupe |
| Église Notre-Dame-du-Mont-Carmel                           | Basse-Terre                 | Allée du Mont-Carmel                          | 15° 59′ 25″ nord, 61° 43′ 29″ ouest | « PA97100020 »                | Inscrit               | 2006           | Église Notre-Dame-du-Mont-Carmel |
| Fort Delgrès                                               | Basse-Terre                 |                                               | 15° 59′ 17″ nord, 61° 43′ 24″ ouest | « PA00105850 »                | Classé                | 1977           | Fort Delgrès |
| Glacière                                                   | Basse-Terre                 | Rue L'Herminier                               | 15° 59′ 40″ nord, 61° 43′ 50″ ouest | « PA97100009 »                | Inscrit               | 2002           | Glacière |
| Hôtel de préfecture de la Guadeloupe                       | Basse-Terre                 | Rue de la République et boulevard Félix-Eboué | 15° 59′ 32″ nord, 61° 43′ 20″ ouest | « PA00105887 »                | Inscrit Classé        | 1992 1997      | Hôtel de préfecture de la Guadeloupe |
| Lycée Gerville-Réache                                      | Basse-Terre                 | Rue de la République                          | 15° 59′ 28″ nord, 61° 43′ 34″ ouest | « PA00105851 »                | Inscrit               | 1979           | Lycée Gerville-Réache |
| Maison Bougenot                                            | Basse-Terre                 | 9, rue Ali-Tur                                | 15° 59′ 40″ nord, 61° 43′ 42″ ouest | « PA97100074 » « IA97100933 » | Inscrit               | 2024           | Maison Bougenot |
| Maison Chapp                                               | Basse-Terre                 | 42, cours Nolivos                             | 15° 59′ 47″ nord, 61° 43′ 53″ ouest | « PA00105852 »                | Inscrit               | 1987           | Maison Chapp |
| Maison Coquille                                            | Basse-Terre                 | 4, rue Léonard                                | 15° 59′ 40″ nord, 61° 43′ 46″ ouest | « PA00105853 »                | Inscrit Classé        | 1987 1990      | Maison Coquille |
| Maison de l'historien Lacour                               | Basse-Terre                 | 4, rue de l'Historien-Lacour                  | 15° 59′ 47″ nord, 61° 43′ 48″ ouest | « PA97100064 »                | Inscrit               | 2016           | Image manquante Téléverser |
| Maison Liensol                                             | Basse-Terre                 | rue de la République                          | 15° 59′ 40″ nord, 61° 43′ 46″ ouest | « PA97100010 »                | Inscrit               | 2002           | Maison Liensol |
| Maison Matis                                               | Basse-Terre                 | 256, rue Amédée-Fengarol                      | 15° 59′ 25″ nord, 61° 43′ 36″ ouest | « PA97100026 »                | Inscrit               | 2008           | Maison Matis |
| Monastère Saint-Antoine                                    | Basse-Terre                 | 2, rue de l'Historien-Lacour                  | 15° 59′ 46″ nord, 61° 43′ 47″ ouest | « PA97100022 »                | Inscrit               | 2007           | Monastère Saint-Antoine |
| Monument aux morts                                         | Basse-Terre                 | Place du Champ-d'Arbaud                       | 15° 59′ 41″ nord, 61° 43′ 34″ ouest | « PA97100070 »                | Inscrit               | 2018           | Monument aux morts |
| Palais du conseil général                                  | Basse-Terre                 | Rue de la République et boulevard Félix-Eboué | 15° 59′ 36″ nord, 61° 43′ 42″ ouest | « PA00105889 »                | Inscrit Classé        | 1992 1997      | Palais du conseil général |
| Palais de justice                                          | Basse-Terre                 | 6, boulevard Félix-Eboué                      | 15° 59′ 31″ nord, 61° 43′ 40″ ouest | « PA00105888 »                | Inscrit Classé        | 1992 1997      | Palais de justice |
| Pont sur le Galion                                         | Basse-Terre                 |                                               | 15° 59′ 22″ nord, 61° 43′ 13″ ouest | « PA00105854 »                | Inscrit               | 1979           | Pont sur le Galion |
| Habitation La Lise                                         | Bouillante                  |                                               | 16° 09′ 34″ nord, 61° 46′ 27″ ouest | « PA00105879 »                | Inscrit Classé        | 1990 1993      | Habitation La Lise |
| Habitation Massieux                                        | Bouillante                  | Route de Marquis-Thomas                       | 16° 06′ 53″ nord, 61° 46′ 02″ ouest | « PA97100027 »                | Inscrit               | 2008           | Habitation Massieux |
| Habitation Muscade                                         | Bouillante                  |                                               | 16° 07′ 12″ nord, 61° 45′ 33″ ouest | « PA00105855 »                | Classé                | 1981           | Image manquante Téléverser |
| Habitation Thomas                                          | Bouillante                  |                                               | 16° 06′ 46″ nord, 61° 45′ 05″ ouest | « PA97100015 »                | Inscrit               | 2004           | Habitation Thomas |
| Roches gravées à l'embouchure de la rivière du Pérou       | Capesterre-Belle-Eau        | Rivière du Pérou                              | 16° 03′ 06″ nord, 61° 33′ 24″ ouest | « PA97100062 »                | Inscrit               | 2015           | Roches gravées à l'embouchure de la rivière du Pérou |
| Six blocs de roches gravées de la rivière du Bananier      | Capesterre-Belle-Eau        | Rivière du Bananier                           | à géolocaliser                      | « PA97100050 »                | Inscrit               | 2014           | Image manquante Téléverser |
| Grotte de Morne-Rita                                       | Capesterre-de-Marie-Galante |                                               | 15° 54′ 10″ nord, 61° 12′ 13″ ouest | « PA00105856 »                | Classé                | 1983           | Grotte de Morne-Rita |
| Indigoterie Le Gouffre                                     | Capesterre-de-Marie-Galante | Chemin de Galets                              | 15° 56′ 49″ nord, 61° 12′ 11″ ouest | « PA97100041 »                | Inscrit               | 2013           | Indigoterie Le Gouffre |
| Indigoterie de Grand Fond                                  | Capesterre-de-Marie-Galante | Chemin de Galets                              | 15° 54′ 18″ nord, 61° 12′ 11″ ouest | « PA97100043 »                | Inscrit               | 2013           | Indigoterie de Grand Fond |
| Indigoterie de Morne-à-Bœuf                                | Capesterre-de-Marie-Galante | Chemin de Galets                              | 15° 56′ 17″ nord, 61° 11′ 53″ ouest | « PA97100042 »                | Inscrit               | 2013           | Indigoterie de Morne-à-Bœuf |
| Moulin Bézard                                              | Capesterre-de-Marie-Galante |                                               | 15° 56′ 05″ nord, 61° 14′ 15″ ouest | « PA00105857 »                | Inscrit               | 1979           | Moulin Bézard |
| Église Notre-Dame du Bon-Secours                           | La Désirade                 | Place du Maire-Mendiant                       | 16° 18′ 14″ nord, 61° 04′ 31″ ouest | « PA97100044 »                | Inscrit               | 2013           | Église Notre-Dame du Bon-Secours |
| Phare de l'îlet de Petite-Terre                            | La Désirade                 | Terre de Bas                                  | 16° 10′ 14″ nord, 61° 06′ 33″ ouest | « PA97100011 »                | Inscrit               | 2002           | Phare de l'îlet de Petite-Terre |
| Station météorologique                                     | La Désirade                 |                                               | 16° 20′ 05″ nord, 61° 00′ 13″ ouest | « PA97100028 »                | Inscrit               | 2008           | Station météorologique |
| Fort Fleur d'épée                                          | Le Gosier                   |                                               | 16° 13′ 00″ nord, 61° 30′ 47″ ouest | « PA00105858 »                | Inscrit               | 1979           | Fort Fleur d'épée |
| Fort Louis ou Fort l'Union                                 | Le Gosier                   |                                               | 16° 12′ 59″ nord, 61° 31′ 33″ ouest | « PA00105890 »                | Inscrit Classé        | 1992 1997      | Fort Louis ou Fort l'Union |
| Habitation Bisdary                                         | Gourbeyre                   | 36, allée des Jésuites                        | 15° 59′ 17″ nord, 61° 42′ 32″ ouest | « PA97100024 »                | Inscrit               | 2007           | Habitation Bisdary |
| Habitation Grand Camp                                      | Gourbeyre                   |                                               | 16° 00′ 13″ nord, 61° 41′ 32″ ouest | « PA97100075 »                | Inscrit               | 2024           | Image manquante Téléverser |
| Église de l'Immaculée-Conception                           | Grand-Bourg                 |                                               | 15° 53′ 01″ nord, 61° 18′ 54″ ouest | « PA00105859 »                | Inscrit               | 1979           | Église de l'Immaculée-Conception |
| Moulin Murat                                               | Grand-Bourg                 |                                               | 15° 52′ 42″ nord, 61° 17′ 56″ ouest | « PA00105880 »                | Inscrit Classé        | 1990 1991      | Moulin Murat |
| Sucrerie Trianon                                           | Grand-Bourg                 |                                               | 15° 53′ 54″ nord, 61° 19′ 22″ ouest | « PA00105860 »                | Classé                | 1981           | Sucrerie Trianon |
| Église de la Sainte-Trinité                                | Lamentin                    | Rue de la République                          | 16° 16′ 17″ nord, 61° 37′ 57″ ouest | « PA97100059 »                | Classé                | 2017           | Église de la Sainte-Trinité |
| Groupe scolaire de Lamentin                                | Lamentin                    | Rue du square                                 | 16° 16′ 19″ nord, 61° 37′ 59″ ouest | « PA97100057 »                | Classé                | 2017           | Groupe scolaire de Lamentin |
| Habitation Routa                                           | Lamentin                    |                                               | 16° 14′ 45″ nord, 61° 38′ 13″ ouest | « PA97100039 »                | Inscrit               | 2013           | Habitation Routa |
| Hôtel de ville                                             | Lamentin                    | Rue de la République                          | 16° 16′ 17″ nord, 61° 38′ 00″ ouest | « PA97100055 »                | Classé                | 2017           | Hôtel de ville |
| Justice de paix                                            | Lamentin                    | Rue de la République                          | 16° 16′ 19″ nord, 61° 37′ 57″ ouest | « PA97100056 »                | Classé                | 2017           | Justice de paix |
| Maison mortuaire                                           | Lamentin                    | Rue du Débarcadère                            | 16° 16′ 17″ nord, 61° 37′ 52″ ouest | « PA97100053 »                | Inscrit               | 2009           | Maison mortuaire |
| Marché                                                     | Lamentin                    | Rue du Pont                                   | 16° 16′ 15″ nord, 61° 37′ 55″ ouest | « PA97100054 »                | Inscrit               | 2009           | Marché |
| Presbytère                                                 | Lamentin                    | Rue de la Mutualité                           | 16° 16′ 18″ nord, 61° 38′ 00″ ouest | « PA97100060 »                | Classé                | 2017           | Presbytère |
| Square et monument aux morts                               | Lamentin                    | Rue du Square                                 | 16° 16′ 18″ nord, 61° 37′ 58″ ouest | « PA97100058 »                | Inscrit Classé        | 2009 2017      | Square et monument aux morts |
| Église Saint-André                                         | Morne-à-l'Eau               |                                               | 16° 19′ 51″ nord, 61° 27′ 28″ ouest | « PA00105891 »                | Inscrit Classé        | 2017           | Église Saint-André |
| Abri Patate                                                | Le Moule                    |                                               | 16° 20′ 55″ nord, 61° 23′ 21″ ouest | « PA97100046 »                | Inscrit               | 2013           | Abri Patate |
| Église Saint-Jean-Baptiste                                 | Le Moule                    |                                               | 16° 19′ 52″ nord, 61° 20′ 40″ ouest | « PA00105861 »                | Inscrit Classé        | 1978           | Église Saint-Jean-Baptiste |
| Habitation Zévallos                                        | Le Moule                    |                                               | 16° 18′ 20″ nord, 61° 18′ 08″ ouest | « PA00105862 »                | Inscrit Classé        | 1987 1990      | Habitation Zévallos |
| Monument aux morts                                         | Petit-Canal                 | Rue Jean-Jaurès                               | 16° 22′ 45″ nord, 61° 29′ 24″ ouest | « PA97100071 »                | Inscrit               | 2018           | Monument aux morts |
| Prisons                                                    | Petit-Canal                 |                                               | 16° 22′ 48″ nord, 61° 29′ 32″ ouest | « PA00105886 »                | Inscrit               | 1991           | Prisons |
| Hôtel de ville de Pointe-Noire                             | Pointe-Noire                |                                               | 16° 13′ 57″ nord, 61° 47′ 25″ ouest | « PA00105892 »                | Inscrit               | 1992           | Hôtel de ville de Pointe-Noire |
| Ancien hôtel de ville                                      | Pointe-à-Pitre              | Rue Achille-René-Boisneuf                     | 16° 14′ 14″ nord, 61° 32′ 16″ ouest | « PA00105866 »                | Classé                | 1987           | Ancien hôtel de ville |
| Capitainerie                                               | Pointe-à-Pitre              | Quai Lardenoy                                 | 16° 14′ 07″ nord, 61° 32′ 09″ ouest | « PA97100047 »                | Inscrit               | 2013           | Capitainerie |
| Cinéma Renaissance                                         | Pointe-à-Pitre              | 5 place de la Victoire                        | 16° 14′ 13″ nord, 61° 32′ 00″ ouest | « PA97100061 »                | Inscrit               | 2009           | Cinéma Renaissance |
| École maternelle Bébian, ancienne bibliothèque Mortenol    | Pointe-à-Pitre              | 7bis rue Alsace-Lorraine                      | 16° 14′ 19″ nord, 61° 32′ 01″ ouest | « PA00105863 »                | Inscrit               | 1979           | École maternelle Bébian, ancienne bibliothèque Mortenol                                                                                                   |
| Église Saint-Pierre-et-Saint-Paul                          | Pointe-à-Pitre              | Place de l'Église                             | 16° 14′ 20″ nord, 61° 32′ 04″ ouest | « PA00105864 »                | Classé                | 1978           | Église Saint-Pierre-et-Saint-Paul |
| Ancien entrepôt Darboussier                                | Pointe-à-Pitre              | Quai Lefebvre                                 | 16° 14′ 17″ nord, 61° 32′ 19″ ouest | « PA97100029 »                | Inscrit               | 2008           | Ancien entrepôt Darboussier |
| Externat Saint-Joseph-de-Cluny                             | Pointe-à-Pitre              | 20 rue François-Arago                         | 16° 14′ 22″ nord, 61° 32′ 02″ ouest | « PA00105865 »                | Classé                | 1988           | Externat Saint-Joseph-de-Cluny |
| Hôtel de ville                                             | Pointe-à-Pitre              | Place des Martyrs-de-la-Liberté               | 16° 14′ 28″ nord, 61° 32′ 01″ ouest | « PA97100038 »                | Inscrit               | 2011           | Hôtel de ville |
| Lycée Carnot                                               | Pointe-à-Pitre              | 28, rue Jean-Jaurès                           | 16° 14′ 19″ nord, 61° 32′ 15″ ouest | « PA00105867 »                | Inscrit               | 1979           | Lycée Carnot |
| Maison natale de Saint-John-Perse                          | Pointe-à-Pitre              | 54 rue Achille-René-Boisneuf                  | 16° 14′ 14″ nord, 61° 32′ 17″ ouest | « PA97100002 »                | Inscrit               | 1995           | Maison natale de Saint-John-Perse |
| Marché central                                             | Pointe-à-Pitre              | place de la Liberté                           | 16° 14′ 14″ nord, 61° 32′ 11″ ouest | « PA00105881 »                | Inscrit Classé        | 1990 1992      | Marché central |
| Musée Saint-John-Perse                                     | Pointe-à-Pitre              | 9 rue de Nozières                             | 16° 14′ 11″ nord, 61° 32′ 09″ ouest | « PA00105868 »                | Classé                | 1979           | Musée Saint-John-Perse |
| Musée Schœlcher                                            | Pointe-à-Pitre              | 24 rue Peynier                                | 16° 14′ 15″ nord, 61° 32′ 16″ ouest | « PA00105869 »                | Inscrit               | 1979           | Musée Schœlcher |
| Pavillon L'Herminier                                       | Pointe-à-Pitre              | 27 rue Sadi-Carnot                            | 16° 14′ 18″ nord, 61° 32′ 14″ ouest | « PA97100030 »                | Inscrit               | 2008           | Pavillon L'Herminier |
| Ancien presbytère Saint-Pierre-et-Saint-Paul               | Pointe-à-Pitre              |                                               | 16° 14′ 17″ nord, 61° 32′ 03″ ouest | « PA00105882 »                | Inscrit Classé        | 1990 1992      | Ancien presbytère Saint-Pierre-et-Saint-Paul |
| Sous-préfecture de la Guadeloupe                           | Pointe-à-Pitre              | Place de la Victoire                          | 16° 14′ 11″ nord, 61° 32′ 01″ ouest | « PA97100003 »                | Inscrit               | 1995           | Sous-préfecture de la Guadeloupe |
| Usine sucrière Darboussier                                 | Pointe-à-Pitre              | 11 rue Raspail                                | 16° 13′ 55″ nord, 61° 31′ 58″ ouest | « PA97100021 »                | Inscrit               | 2006           | Usine sucrière Darboussier |
| Habitation Ducharmoy                                       | Saint-Claude                |                                               | 16° 01′ 05″ nord, 61° 42′ 49″ ouest | « PA97100031 »                | Inscrit               | 2008           | Image manquante Téléverser |
| Habitation Fond-Cabre                                      | Saint-Claude                |                                               | 16° 01′ 05″ nord, 61° 41′ 52″ ouest | « PA97100076 »                | Inscrit               | 2024           | Image manquante Téléverser |
| Habitation La Joséphine                                    | Saint-Claude                |                                               | 16° 02′ 33″ nord, 61° 42′ 07″ ouest | « PA00105870 »                | Inscrit Classé        | 1987 1993      | Image manquante Téléverser |
| Habitation Mont-Carmel                                     | Saint-Claude                |                                               | 16° 00′ 38″ nord, 61° 42′ 31″ ouest | « PA00105871 »                | Inscrit               | 1987           | Image manquante Téléverser |
| Habitation Petit-Parc                                      | Saint-Claude                | Route de Matouba                              | 16° 01′ 52″ nord, 61° 41′ 56″ ouest |                               | Inscrit               | 2009           | Image manquante Téléverser |
| Bâtiments du Camp Jacob                                    | Saint-Claude                |                                               | 16° 01′ 35″ nord, 61° 41′ 44″ ouest | « PA97100018 »                | Inscrit               | 2005           | Bâtiments du Camp Jacob |
| Résidence préfectorale                                     | Saint-Claude                |                                               | 16° 01′ 38″ nord, 61° 41′ 36″ ouest | « PA00105872 »                | Inscrit               | 1979           | Image manquante Téléverser |
| Habitation le Maud'Huy                                     | Saint-François              | Avenue Yolaine-Filleau-Belloni                | 16° 15′ 47″ nord, 61° 15′ 54″ ouest |                               | Inscrit               | 2009           | Habitation le Maud'Huy |
| Indigoterie de l'Anse des Rochers                          | Saint-François              | Anse des Rochers                              | 16° 14′ 30″ nord, 61° 18′ 49″ ouest |                               | Inscrit               | 2009           | Indigoterie de l'Anse des Rochers |
| Moulin de Chassaing                                        | Saint-François              |                                               | 16° 15′ 27″ nord, 61° 14′ 02″ ouest | « PA00105884 »                | Inscrit               | 1990           | Moulin de Chassaing |
| Ancienne prison                                            | Saint-Louis                 | Rue Hégésippe-Légitimus                       | 15° 57′ 24″ nord, 61° 19′ 06″ ouest |                               | Inscrit               | 2009           | Ancienne prison |
| Habitation-sucrerie Gissac                                 | Sainte-Anne                 | Rue Hippolyte-Lafages                         | 16° 14′ 46″ nord, 61° 21′ 39″ ouest |                               | Inscrit               | 2009           | Habitation-sucrerie Gissac |
| Monument aux morts                                         | Sainte-Anne                 | Place Victor-Schœlcher                        | 16° 13′ 31″ nord, 61° 23′ 08″ ouest | « PA97100072 »                | Inscrit               | 2018           | Monument aux morts |
| Bloc gravé et polissoirs dans la rivière de la Ramée       | Sainte-Rose                 | Rivière de la Ramée                           | 16° 20′ 58″ nord, 61° 43′ 19″ ouest | « PA97100051 »                | Inscrit               | 2014           | Bloc gravé et polissoirs dans la rivière de la Ramée |
| Poterie                                                    | Terre-de-Bas                |                                               | 15° 51′ 09″ nord, 61° 37′ 21″ ouest | « PA97100001 »                | Classé                | 1997           | Poterie |
| Eglise Notre-Dame-de-l'Assomption                          | Terre-de-Haut               | Rue Jean-Calot                                | 15° 52′ 02″ nord, 61° 34′ 56″ ouest | « PA00105873 »                | Inscrit               | 1979           | Eglise Notre-Dame-de-l'Assomption |
| Fort Napoléon                                              | Terre-de-Haut               |                                               | 15° 52′ 30″ nord, 61° 34′ 59″ ouest | « PA00105874 »                | Inscrit Classé        | 1975 1997      | Fort Napoléon |
| Bloc gravé dit « Chez Michaux »                            | Trois-Rivières              |                                               | 15° 58′ 28″ nord, 61° 38′ 10″ ouest | « PA97100063 »                | Inscrit               | 2015           | Bloc gravé dit « Chez Michaux » |
| Four à chaux                                               | Trois-Rivières              | 2016 route de la Plage                        | 15° 57′ 33″ nord, 61° 40′ 25″ ouest | « PA97100023 »                | Inscrit               | 2007           | Four à chaux |
| Habitation Belleville                                      | Trois-Rivières              |                                               | 15° 58′ 24″ nord, 61° 39′ 02″ ouest | « PA97100073 »                | Classé                | 2019           | Habitation Belleville |
| Habitation l'Ermitage                                      | Trois-Rivières              |                                               | 15° 59′ 44″ nord, 61° 38′ 32″ ouest | « PA97100016 »                | Inscrit Classé        | 2004 2006      | Habitation l'Ermitage |
| Poterie Coquille-Fidelin                                   | Trois-Rivières              |                                               | 15° 57′ 42″ nord, 61° 39′ 35″ ouest |                               | Inscrit               | 2009           | Image manquante Téléverser |
| Redoute d'Arbaud                                           | Trois-Rivières              |                                               | 15° 58′ 01″ nord, 61° 39′ 50″ ouest | « PA97100065 »                | Inscrit               | 2016           | Image manquante Téléverser |
| Roches gravées de Vallée d'Or                              | Trois-Rivières              | Parcelle AI 10                                | 15° 58′ 46″ nord, 61° 38′ 11″ ouest | « PA97100032 »                | Inscrit               | 2008           | Roches gravées de Vallée d'Or |
| Roches gravées (Parcelle AI 441)                           | Trois-Rivières              | Parcelle AI 441                               | 15° 58′ 44″ nord, 61° 38′ 16″ ouest | « PA97100033 »                | Inscrit               | 2008           | Roches gravées (Parcelle AI 441) |
| Roches gravées (Parcelle AI 439)                           | Trois-Rivières              | Parcelle AI 439                               | 15° 58′ 47″ nord, 61° 38′ 16″ ouest | « PA97100034 »                | Inscrit               | 2008           | Roches gravées (Parcelle AI 439) |
| Roches gravées (Parcelle AI 440)                           | Trois-Rivières              | Parcelle AI 440                               | 15° 58′ 46″ nord, 61° 38′ 17″ ouest | « PA97100035 »                | Inscrit               | 2008           | Roches gravées (Parcelle AI 440) |
| Roches gravées de l'Anse Duquery                           | Trois-Rivières              | Anse Duquery                                  | 15° 58′ 10″ nord, 61° 37′ 52″ ouest | « PA97100049 »                | Inscrit               | 2013           | Image manquante Téléverser |
| Roches gravées et polissoirs de l'Anse des Galets          | Trois-Rivières              | 500 Chemin Neuf                               | 15° 58′ 21″ nord, 61° 37′ 34″ ouest | « PA97100014 »                | Inscrit Classé        | 2003 2012      | Roches gravées et polissoirs de l'Anse des Galets |
| Roches gravées et polissoirs de la rivière du Petit Carbet | Trois-Rivières              | Rivière du Petit Carbet                       | 15° 58′ 50″ nord, 61° 38′ 13″ ouest | « PA97100048 »                | Inscrit               | 2013           | Roches gravées et polissoirs de la rivière du Petit Carbet                                                                                                |
| Roches ornées précolombiennes                              | Trois-Rivières              | Parcelles AL 93 et 111                        | 15° 58′ 12″ nord, 61° 38′ 29″ ouest | « PA00105875 »                | Classé                | 1974           | Roches ornées précolombiennes |
| Église Saint-Albert                                        | Vieux-Fort                  |                                               | 15° 56′ 56″ nord, 61° 41′ 53″ ouest | « PA00105876 »                | Inscrit               | 1978           | Église Saint-Albert |
| Église Saint-Joseph                                        | Vieux-Habitants             |                                               | 16° 03′ 37″ nord, 61° 45′ 54″ ouest | « PA00105877 »                | Inscrit Classé        | 1975 2006 2007 | Église Saint-Joseph |
| Habitation Darius                                          | Vieux-Habitants             |                                               | 16° 04′ 09″ nord, 61° 43′ 57″ ouest | « PA00105885 »                | Inscrit               | 1990           | Image manquante Téléverser |
| Habitation La Grivelière                                   | Vieux-Habitants             |                                               | 16° 04′ 18″ nord, 61° 43′ 44″ ouest | « PA00105878 »                | Classé                | 1987           | Habitation La Grivelière |
| Habitation Loyseau                                         | Vieux-Habitants             |                                               | 16° 03′ 22″ nord, 61° 45′ 21″ ouest | « PA97100066 »                | Inscrit               | 2016           | Habitation Loyseau |
| Indigoterie de l'Anse à la Barque                          | Vieux-Habitants             |                                               | 16° 05′ 29″ nord, 61° 45′ 53″ ouest |                               | Inscrit               | 2012           | Indigoterie de l'Anse à la BarqueArrêté d'inscription, n° 2012-1025/SG/SCI/MCC/DAC/MH, 13 septembre 2012.                                                 |
| Roches gravées de la rivière du Plessis                    | Vieux-Habitants             | Rivière du Plessis                            | 16° 02′ 24″ nord, 61° 44′ 15″ ouest | « PA97100040 »                | Inscrit               | 2013           | Roches gravées de la rivière du Plessis |
| Roches gravées de la rivière du Plessis, site 2            | Vieux-Habitants             | Rivière du Plessis                            | 16° 02′ 52″ nord, 61° 44′ 07″ ouest | « PA97100052 »                | Inscrit               | 2014           | Image manquante Téléverser |